# Bistum Quilon

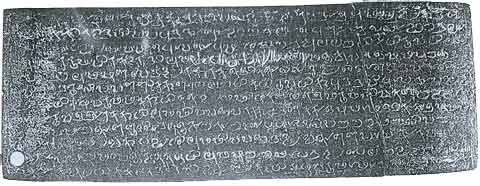
Inschrift auf einer der 1000-jährigen, kupfernen Christen-Privilegien-Tafeln von Quilon

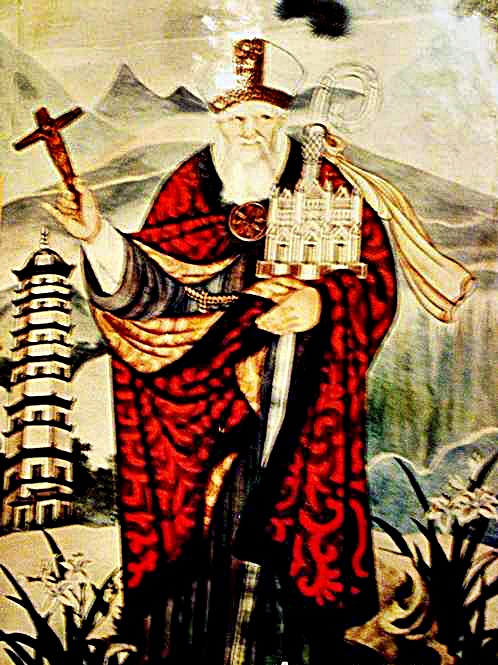
Giovanni de Marignolli, Päpstlicher Legat in Quilon, 1348–1349

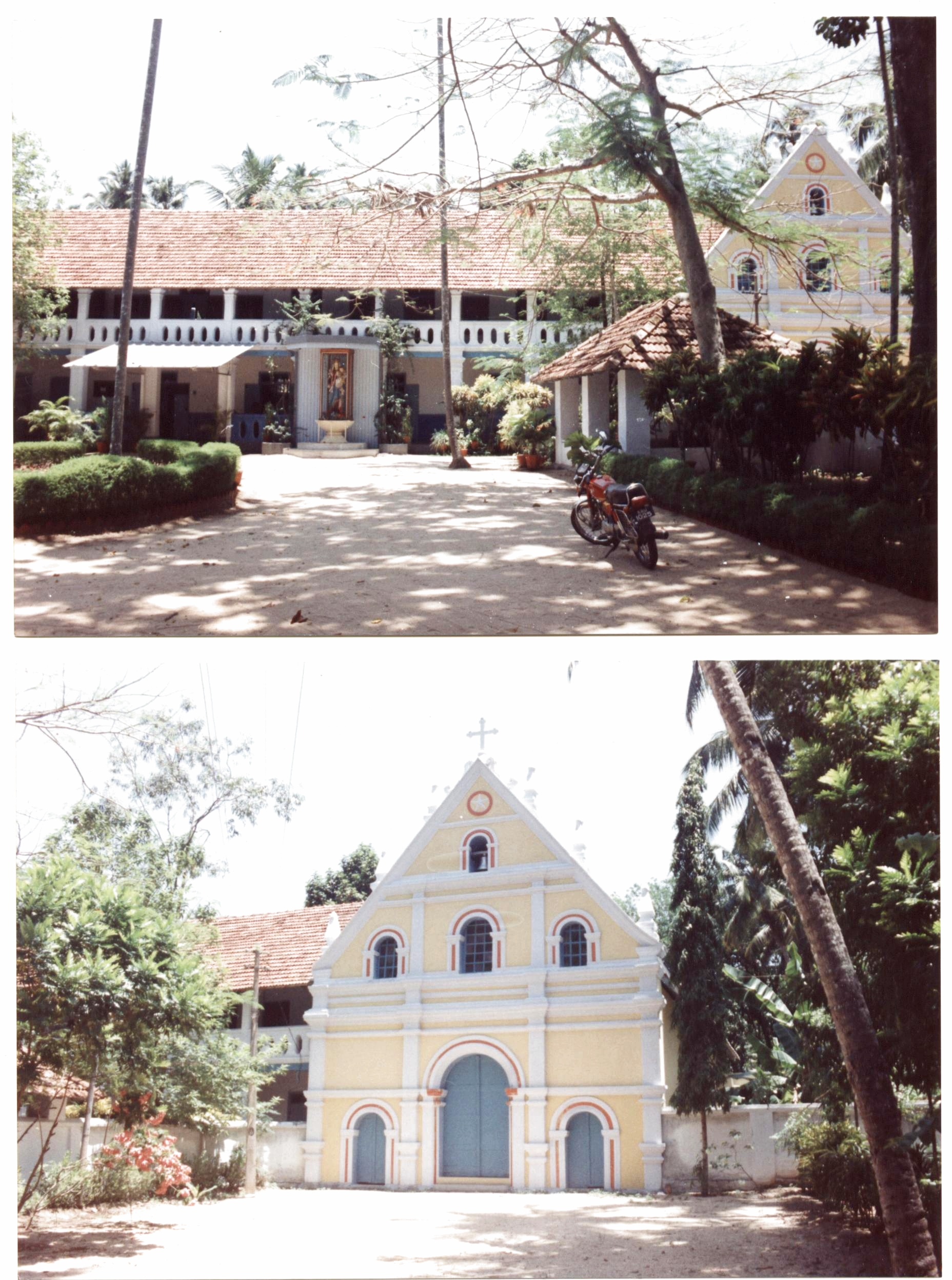
Bischofshaus und bischöfliche Kapelle in Quilon

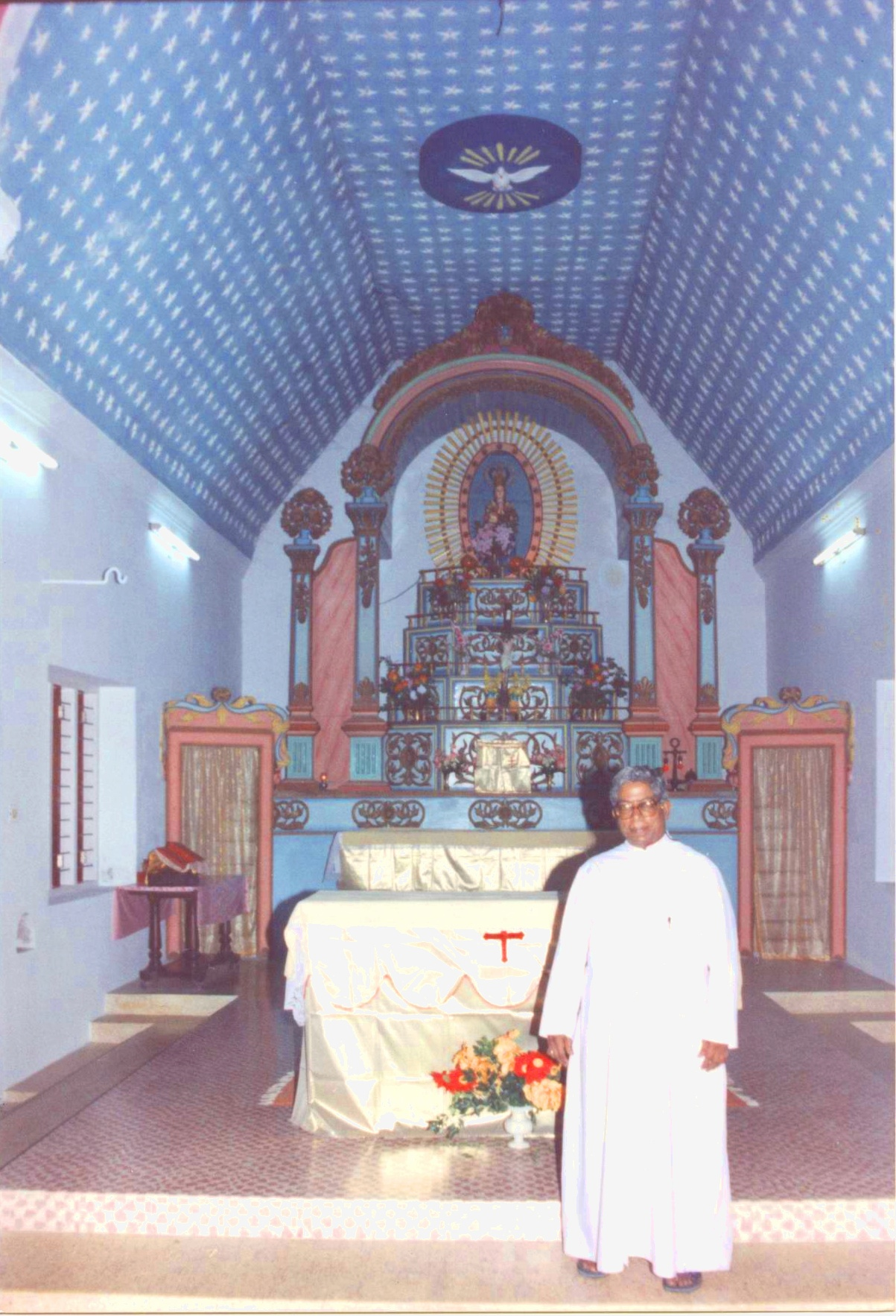
Bischöfliche Hauskapelle mit Bischof Joseph Fernandez, 1998. Hier wurde 1930 die Syro-Malankara Katholische Kirche gegründet.

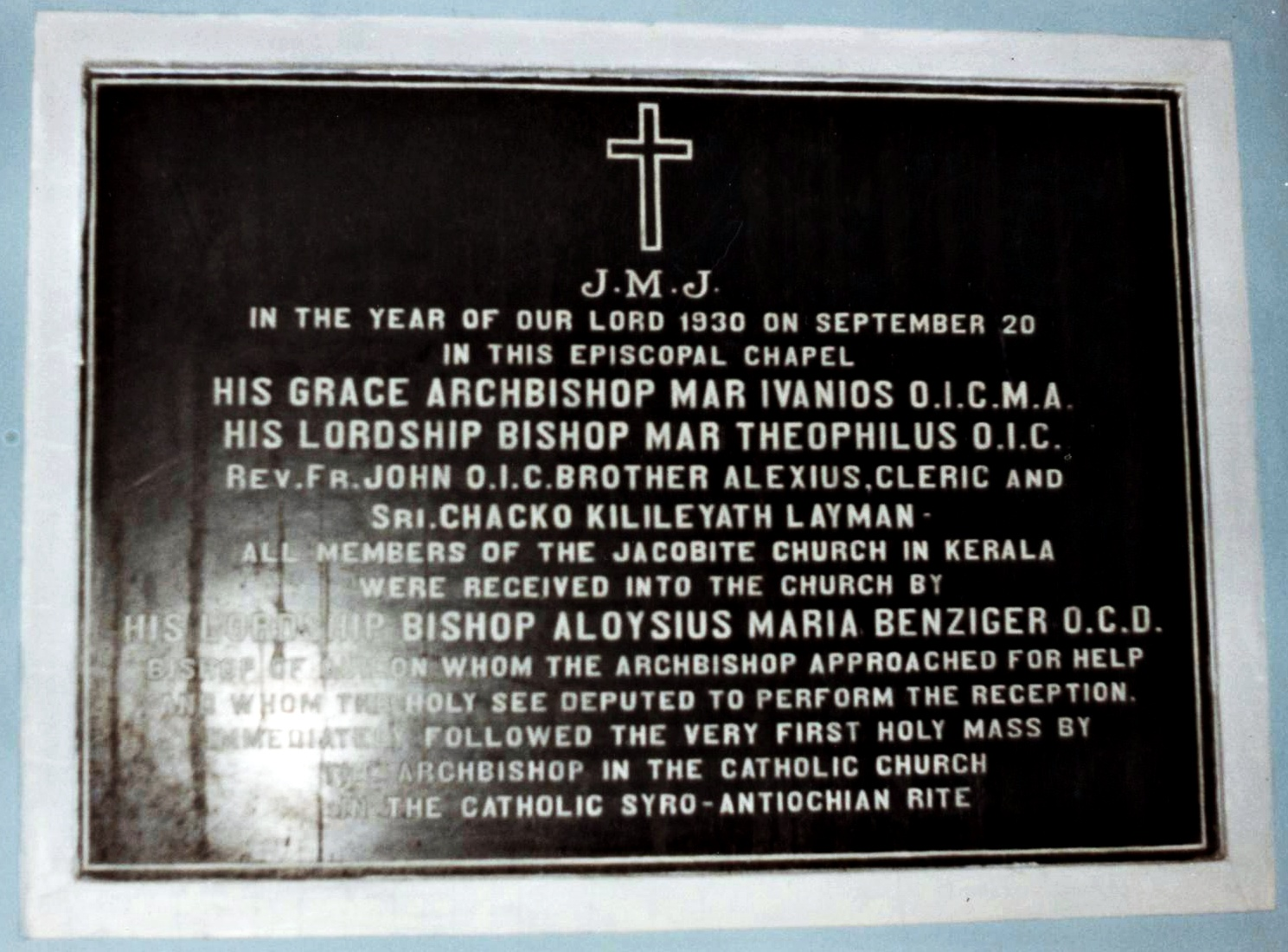
Bischofskapelle Quilon, Gedenkstein zur Erinnerung an die Gründung des syro-malankarischen Ritus, 1930

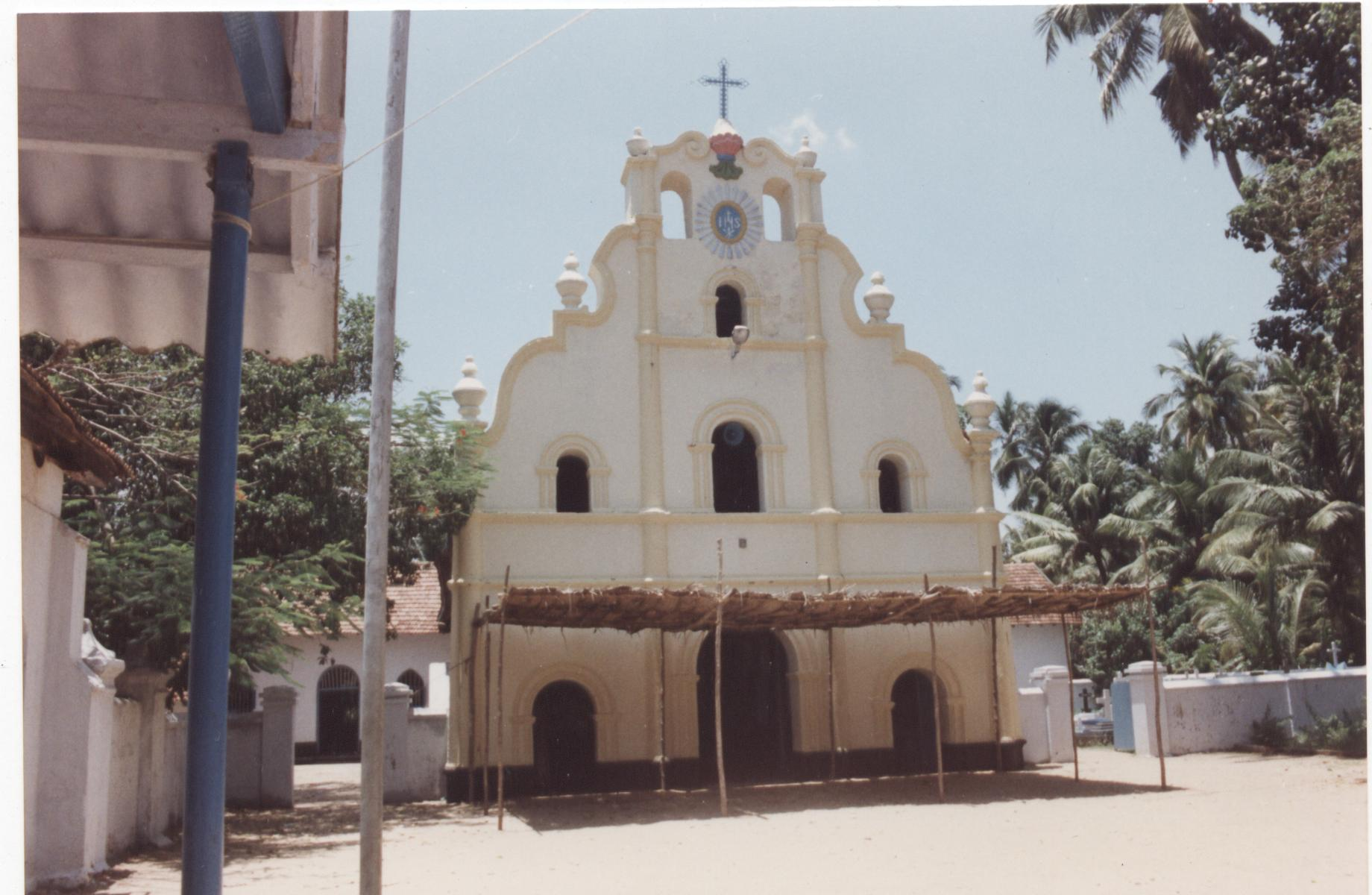
Quilon-Tangasseri, 400-jährige Infant-Jesus-Kathedrale; 2006 abgerissen und durch einen Neubau ersetzt.

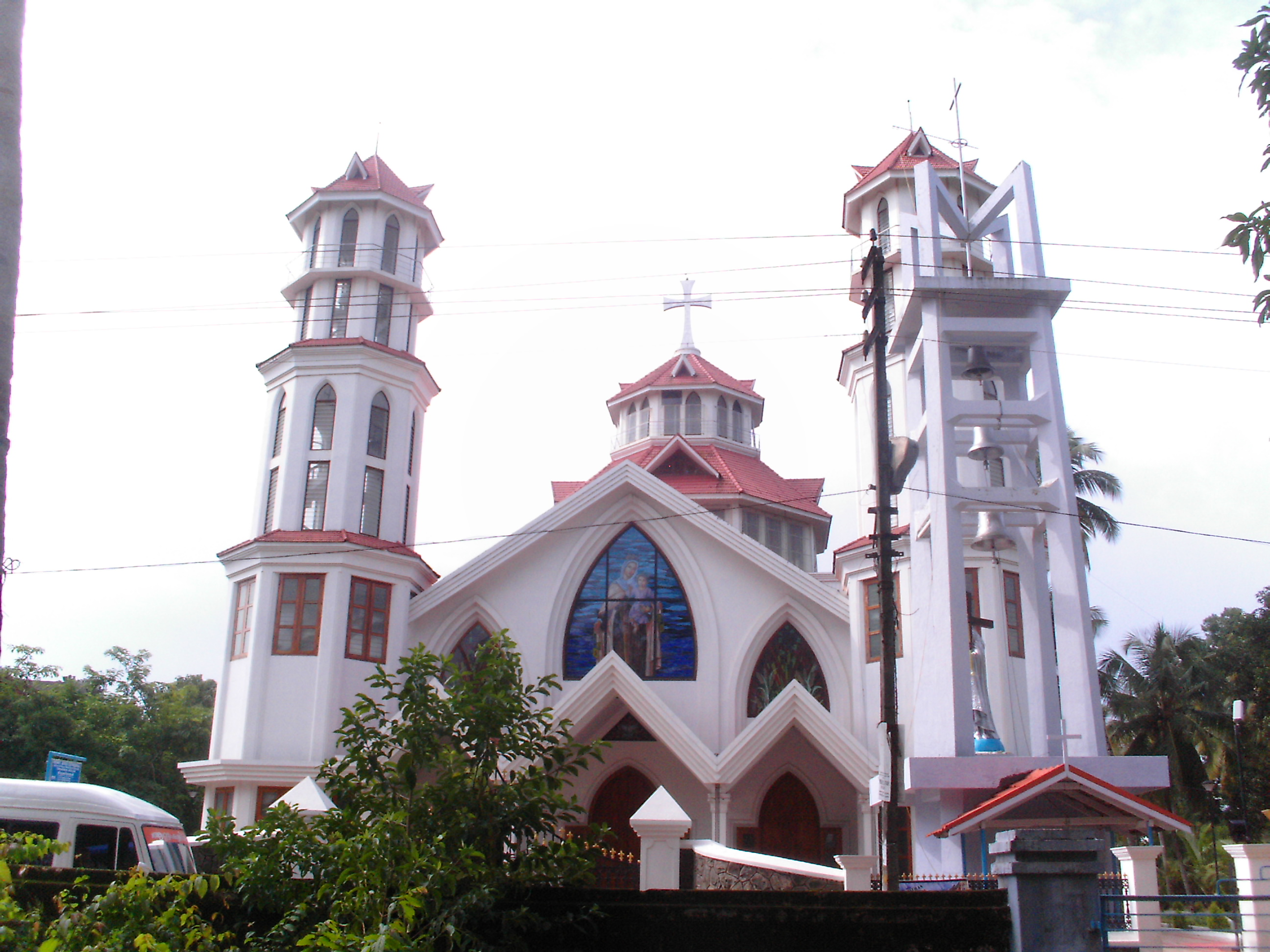
Quilon-Tangasseri, neue Infant-Jesus-Kathedrale

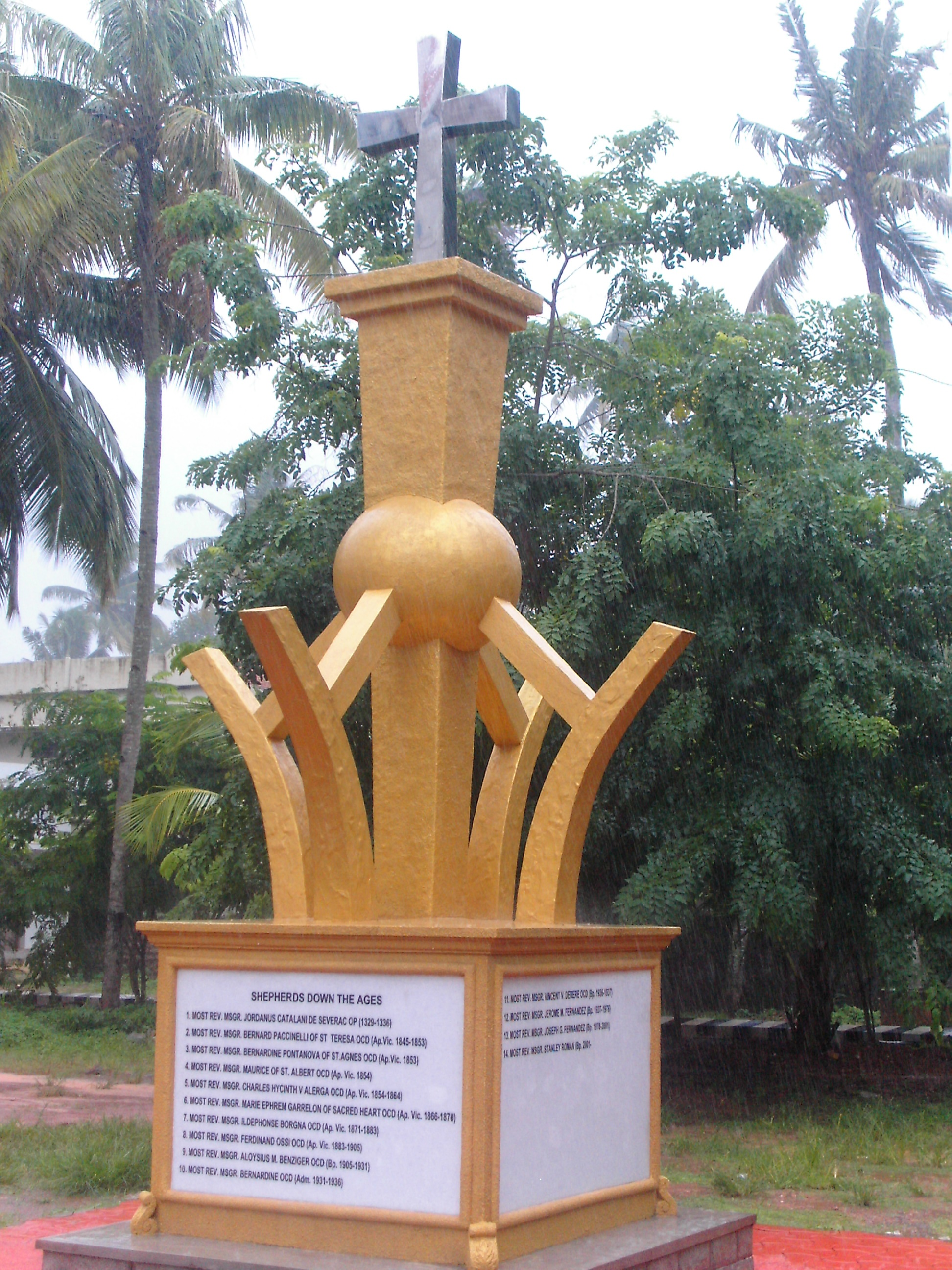
Quilon-Tangasseri, Vorplatz der Kathedrale, Denkmal für die Bischöfe und Apostolischen Vikare

Das Bistum Quilon (lateinisch: Dioecesis Quilonensis) ist eine in Indien gelegene römisch-katholische Diözese mit Sitz in Kollam (Quilon). Sie führt sich selbst auf den Apostel Thomas zurück und sieht sich als älteste Diözese des Landes.

## Geschichte
Nach der beständigen Ortstradition landete der Apostel Thomas im Jahre 52 im heutigen Kerala und gründete entlang der Malabarküste 7 christliche Gemeinden, wovon Quilon bzw. Kollam als die südlichste genannt wird. Zur Zeit des Hl. Thomas bestand dort eine Handels- und Hafensiedlung, die auch eine Judengemeinde besaß. Unter diesen Landsleuten missionierte der Apostel zuerst. Es wird überliefert, dass er bei seinem Weggang 2 Bischöfe weihte, welche die örtlichen Christen weiter betreuten.
Die Bedeutung des Platzes nahm im frühen Mittelalter durch den Gewürzhandel, besonders mit China, mehr und mehr zu. Schließlich erfolgte die formelle Stadtgründung im Jahre 825 durch den Chera-König Rajasekhara Varman (820–844), womit die Malayalam-Zeitrechnung (Kolla Varsham) beginnt. Kollam war zu dieser Zeit Hauptstadt der Provinz Venad, die sich im 12. Jahrhundert zu einem eigenständigen Staat entwickelte. Die Europäer nannten die Stadt Quilon. Die Christen erhielten damals vom König zahlreiche Privilegien, die man der Haltbarkeit wegen auf gravierten Kupfertafeln festhielt. Einige dieser über 1000-jährigen Platten haben sich bis heute erhalten und gehören zu den Kostbarkeiten der indischen Geschichte.
Der italienische Mönch Johannes von Montecorvino landete 1291 in Quilon und betreute die dort vorgefundenen Christen, bevor er Indien in Richtung Osten durchquerte und schließlich in China missionierte; Marco Polo besuchte Quilon 1292.
1320 zog der provenzalische Dominikanerpater Jordanus Catalanus de Severac im päpstlichen Auftrag nach Asien, wo er sich in Quilon niederließ, um den dortigen Christen als Seelsorger zu dienen. Ab 1323 sind hier Taufen belegt, die er vollzog. 1328 reiste er nach Avignon und berichtete Papst Johannes XXII. über die dortige Christengemeinde, worauf dieser am 9. August 1329 die Bulle Romanus Pontifex erließ und damit die Diözese Quilon, als erstes aller katholischen indischen Bistümer offiziell ins Leben rief. Am 21. August gleichen Jahres folgte die Bulle Venerabili Fratri Jordano mit welcher der Pontifex Pater Jordanus zum ersten Oberhirten bestimmte. Quilon unterstand als Suffragandiözese dem lateinischen Erzbistum Sultaniya in Persien, dem heutigen Soltaniyeh, in der iranischen Provinz Zandschan; zu jener Zeit Hauptstadt der dem Christentum gegenüber aufgeschlossenen Dynastie der Ilchane. Bischof Jordanus verfasste auch eine ausführliche Beschreibung Indiens und der von ihm angetroffenen Zustände, die uns unter dem Titel „Mirabilia Descripta“ erhalten ist. Er wurde 1336 in Bombay von Muslimen gesteinigt.
Als der Missionar und Päpstliche Legat Giovanni de Marignolli 1348 nach Quilon kam, traf er Bischof Jordanus nicht mehr an, fand aber dort eine lateinische Christengemeinde vor, die er ein Jahr und vier Monate betreute und deren Kirche er mit Malereien ausschmückte, bevor er weiterreiste. Außerdem errichtete er zum Gedenken an seinen Aufenthalt dort eine von einem Kreuz bekrönte Marmorsäule mit indischer und lateinischer Inschrift, sowie dem päpstlichen und seinem eigenen Wappen, die noch 1662 von dem holländischen Geistlichen Baldeus bezeugt wird, damals – über 200 Jahre nach ihrer Errichtung – aber von den einheimischen Gläubigen dem Hl. Thomas zugeschrieben wurde.
Das Bistum bestand formell weiter, verwaiste jedoch und besaß keine offizielle Hierarchie mehr. Nach ihrem Eintreffen in Indien gründeten die Portugiesen 1502 dort einen Handelsstützpunkt und erbauten ein „Fort“ (Festung), von dem heute noch eine eindrucksvolle Ruine existiert, die zu den Wahrzeichen der Stadt gehört. Unweit davon errichtete der portugiesische Gouverneur seine Residenz, die heute dem Bischof von Quilon als Domizil dient. In dieser Zeit wirkte auch St. Franz Xaver (1506–1552) längere Zeit in der Hafenstadt. 1557 löste man die alte Diözese Quilon kirchenrechtlich auf und schlug die Stadt mit dem Umland dem Bistum Cochin zu, dessen Oberhirten im 18. Jahrhundert, während der holländischen Besetzung Cochins, in Quilon residierten; wobei Bischof Clemens Joseph Colaco Leitao (1704–1776) sogar dort starb und begraben liegt.
Am 28. April 1838 wurde das Gebiet der Diözese Quilon ein Teil des Apostolischen Vikariates Malabar, das man am 12. Mai 1845 wiederum in die drei eigenständigen Vikariate Verapoly, Mangalore und Quilon aufteilte. Letzteres erhielt dabei nur den Rang eines Pro-Vikariates und der erste Pro-Vikar Bernardine Baccinelli empfing erst 1847 die Bischofsweihe. Am 15. März 1853 erhob Papst Pius IX. das Pro-Vikariat Quilon zum Apostolischen Vikariat. Nach über 500 Jahren restaurierte Papst Leo XIII. am 1. September 1886, mit der Apostolischen Konstitution Humanae salutis, das Bistum Quilon und unterstellte es als Suffraganbistum der nunmehrigen Erzdiözese Verapoly.
Am 26. Mai 1930 gab das Bistum Quilon Teile seines Territoriums zur Gründung des Bistums Kottar ab. Weitere Gebietsabtretungen erfolgten am 1. Juli 1937 zur Gründung des Bistums Trivandrum und am 21. Dezember 1985 zur Gründung des Bistums Punalur. Am 17. Juni 2004 wurde das Bistum Quilon dem Erzbistum Trivandrum als Suffraganbistum unterstellt.

## Gründungsstätte des Syro-Malankarischen Ritus
Der Schweizer Karmelit Alois Maria Benziger, 1905–31 Bischof von Quilon, war stark an orientalischen Liturgien interessiert, wodurch sich eine Freundschaft mit dem jakobitischen Erzbischof Geevarghese Mar Ivanios Panicker entwickelte. Dieser gehörte der im Bezirk Quilon stark vertretenen Malankara-Syrisch-Orthodoxen Kirche an. Er und sein Suffraganbischof Mar Theophilos von Tiruvalla suchten nachhaltig den Anschluss an Rom. Benziger überarbeitete mit Mar Ivanios das jakobitische Messbuch (westsyrische Liturgie) geringfügig und nahm die beiden Bischöfe zusammen mit einem Priester und mehreren Gläubigen, im Auftrag von Papst Pius XI. in die katholische Kirche auf. Der feierliche Akt geschah am 20. September 1930 in der Hauskapelle des Bischofs von Quilon. Anschließend wurde dort sofort die erste Heilige Messe in diesem neu kreierten Ritus der katholischen Kirche gefeiert. Er ist heute unter dem Namen Syro-Malankara Katholische Kirche ein eigener Zweig der katholischen Kirche und umfasste 2010 ca. 500.000 Gläubige in mehreren Diözesen. In der bischöflichen Hauskapelle von Quilon erinnert eine in die Wand eingelassene Gedenktafel an das Ereignis.

## Kathedrale
Kathedrale des Bistums ist die neu erbaute Infant-Jesus-Cathedral in Kollam-Tangassery, welche die 2006 abgerissene, aus dem Jahre 1610 stammende Kathedralkirche gleichen Namens ersetzt.
Tangassery ist der alte Festungs- und Hafenbereich von Quilon, wo sich auch das portugiesische Fort, die Bischofsresidenz und ein kolonialer Friedhof befinden. Der Überlieferung nach soll die alte Kathedralkirche des Hl. Georg, von der auch Giovanni de Marignolli berichtet, ebenfalls dort gelegen haben. Die uralte Kirche des Hl. Thomas habe angeblich auf der Klippe bei der heutigen Fortruine (Fort St. Thomas) und dem dabei befindlichen portugiesischen Friedhof gestanden. Sie habe noch in der holländischen Besatzungszeit existiert, sei jedoch vom Meer weggespült worden, wie ein großer Teil der Richtung Meer gelegenen Ansiedlung.

## Territorium
Das Bistum Quilon umfasst den Distrikt Kollam sowie die im Distrikt Alappuzha gelegenen Taluks Chengannur, Karthikapally und Mavelikara im Bundesstaat Kerala.

## Ordinarien
- Jordanus Catalanus de Severac, 1329–1336 (erster lateinischer Bischof in Indien)
- Giovanni de Marignolli, 1348–1349 (betreute Quilon als Päpstlicher Legat)

### Apostolische Vikare von Quilon
- Bernardine Baccinelli OCD, 1845–1853, dann Apost. Vikar und Titularerzbischof in Verapoly
- Bernardino Pontanova OCD, 1853
- Maurice of St. Albert OCD, 1854
- Charles Hyacinth Valerga OCD, 1854–1864
- Marie Ephrem Garrelon OCD, 1868–1870, dann Apostolischer Vikar von Mangalore
- Ildephons Borgna OCD, 1871–1883
- Ferdinand Maria Ossi OCD, 1883–1886

### Bischöfe von Quilon
- Ferdinand Maria Ossi OCD, 1886–1905
- Alois Benziger OCD, 1905–1931
- Vincent Victor Dereere OCD, 1936–1937, dann Bischof von Trivandrum
- Jerome M. Fernandez, 1937–1978
- Joseph Gabriel Fernandez, 1978–2001
- Stanley Roman, 2001–2018
- Paul Antony Mullassery, seit 2018

Im Jahre 2010 wurde bei der Infant-Jesus Cathedral in Kollam ein Denkmal für alle verstorbenen Apostolischen Vikare bzw. Bischöfe der Diözese Quilon errichtet, auf dem diese namentlich verzeichnet sind.